# Černošínský bor
Černošínský bor je přírodní památka ev. č. 1271 nacházející se jihozápadně od obce Černošín v okrese Tachov. Správa AOPK Plzeň. Jižně se nachází další přírodní památka Pod Volfštejnem a stejnojmenná zřícenina hradu Volfštejn.
Důvodem ochrany je borový les s bohatým keřovým a bylinným patrem.